# Rudgea insignis
Rudgea insignis är en måreväxtart som beskrevs av Johannes Müller Argoviensis. Rudgea insignis ingår i släktet Rudgea och familjen måreväxter. Inga underarter finns listade i Catalogue of Life.